# 螢幕保護裝置
螢幕保護程式是電腦程式，原意是通過將畫面空白，或在畫面上填滿移動的影像，避免電腦CRT或OLED顯示器在靜止的情況下產生磷質烙印，從而延长其壽命。現在，螢幕保護裝置被用作娛樂或保安用途。

## 用途
在液晶顯示器發明之前，大多數的電腦螢幕都是使用陰極射線管（映像管）所製成的。當映像管螢幕顯示一個靜止的圖像很長一段時間後，螢幕內部的磷光薄膜就會逐漸且永久地改變它的性質，最終在螢幕上留下無法抹去的殘影，這就是所謂的磷質烙印。電視、示波器或是任何使用映像管的設備都會受到磷質烙印的損害。電漿顯示器和OLED或多或少也會產生相同的情況。
螢幕保護裝置可以避免上述的情況發生。它可以在畫面靜止時自動改變螢幕圖像。
公共設施上的映像管螢幕，像是自動提款機和自動售票機，受到磷質烙印損害的機率更大，因為它們長時間顯示待機畫面。一些沒有考慮到磷質烙印的老舊機器常常有著明顯的螢幕損傷痕跡。比如，當使用者已經開始操作自動提款機時螢幕上還留有「請插入卡片」的殘影。關閉螢幕不會是個好辦法，因為這會讓用戶以為機器故障。為了避免發生這種情況，過個幾秒螢幕就會自動變換顯示圖像、播映影片或是改變圖像在螢幕上的位置。
現在的映像管螢幕比起以前較不受到磷質烙印的影響，這要歸功於對磷光薄膜的改良和如今電腦圖像的低對比度，而早期的圖像大多為黑白的。液晶顯示器不會有磷質烙印的問題因為影像不是直接靠磷光體產生的（但有可能產生暫時的烙印現象）。因此，如今的螢幕保護裝置大多作為裝飾用。

## 缺點
現在電腦大部分都使用液晶顯示器作為螢幕輸出。螢幕保護裝置會令其壽命時間減少，這是因為螢幕背光會在螢幕保護裝置運行時持續地通電，加速背光裝置老化，最後要將整個螢幕更換。
另外，螢幕保護裝置可能會佔用中央處理器大量的計算效能，加上螢幕在螢幕保護裝置運作時同樣耗用電力，因此在螢幕保護裝置運行時會大幅增加電腦的耗電量。
所以，以現代科技而言「螢幕保護裝置」是名不副實的。

## Windows 的屏幕保护程序
Windows 的屏幕保护程序以 SCR 为扩展名，实质上是一个导出了 ScreenSaverProc 和 ScreenSaverConfigureDialog 两个函数的 PE 文件。Windows 会自动扫描 Windows 安装目录和系统目录下的 *.SCR 文件列在屏幕保护列表中。